# This Love
This Love is een nummer van de Amerikaanse band Maroon 5 uit 2004. Het is de tweede single van hun debuutalbum Songs About Jane.
"This Love" betekende de definitieve wereldwijde doorbraak voor Maroon 5, en leverde de band in veel landen een top 10-hit op. In de Amerikaanse Billboard Hot 100 haalde het de 5e positie. In de Nederlandse Top 40 wist het de 3e positie te behalen, maar in de Vlaamse Ultratop 50 had het echter minder succes; daar haalde het de 21e positie.

## NPO Radio 2 Top 2000
| Nummer met noteringen in de NPO Radio 2 Top 2000 | '05 | '06 | '07  | '08  | '09  | '10  | '11  | '12  | '13  | '14  | '15  |
| ------------------------------------------------ | --- | --- | ---- | ---- | ---- | ---- | ---- | ---- | ---- | ---- | ---- |
| This Love                                        | 875 | 925 | 1219 | 1448 | 1328 | 1279 | 1170 | 1290 | 1430 | 1802 | 1919 |

1. ↑  Een vetgedrukt getal geeft de hoogste notering aan.
2. ↑  2005 was het eerste jaar met een notering voor dit nummer.
3. ↑  Deze tabel is bijgewerkt tot en met de laatste editie (2024).